# Conquilla de Plata a la millor interpretació protagonista
La Conquilla de Plata a la millor interpretació protagonista és un dels principals premis atorgats al Festival Internacional de Cinema de Sant Sebastià a la millor interpretació protagonista d'una pel·lícula en competició.
El 2021, el Festival de Cinema de Sant Sebastià va anunciar que les dues categories d'interpretació serien eliminades i reemplaçades per una categoria de gènere neutre, fusionant els premis a millor actor i millor actriu en les categories de millor interpretació protagonista i millor interpretació de repartiment.

## Palmarés
| Any  | Actor/actriu          | Pel·lícula             |
| ---- | --------------------- | ---------------------- |
| 2021 | Flora Ofelia          | As in Heaven           |
| 2021 | Jessica Chastain      | The Eyes of Tammy Faye |
| 2022 | Carla Quílez          | La maternal            |
| 2022 | Paul Kircher          | Dialogant amb la vida  |
| 2023 | Marcelo Subiotto      | Puan                   |
| 2023 | Tatsuya Fuji          | Great Absence          |
| 2024 | Patricia López Arnaiz | Los destellos          |